# Etlingera moluccana
Etlingera moluccana är en enhjärtbladig växtart som först beskrevs av Karl Moritz Schumann, och fick sitt nu gällande namn av Rosemary Margaret Smith. Etlingera moluccana ingår i släktet Etlingera och familjen Zingiberaceae.
Artens utbredningsområde är Moluckerna. Inga underarter finns listade i Catalogue of Life.